# 岡野由美子
岡野 由美子（おかの ゆみこ、1971年6月8日 - ）は、フリーアナウンサー。

## 経歴
島根県出身。島根県立出雲高等学校、大妻女子大学短期大学部国文科卒業後、地元のNHK松江放送局契約キャスターを振り出しに、フリーのアナウンサーとしてNHK-BS、千葉テレビ、テレビ埼玉、J-WAVE等で活動。ニュースのアナウンサー、お天気キャスター、ナレーションなど担当した。

## 人物
- 身長 ： 156cm
- 体重 ： 42kg
- 趣味：読書、観劇、スキューバダイビング、土いじり、自宅でごろごろすること。
- 特技：車、オートバイの運転、アロマテラピは検定１級。

## 過去の出演番組
- 発進!島根ろくまる丸（NHK松江）
- BSニュース50（NHK-BS）
- 讀賣新聞ニュースキャスター（日テレG+)
- ジャイアンツ広場（日テレG+）
- CTCニュース（千葉テレビ）
- BACHプラザ（テレビ埼玉）
- SMOOTH　AIR（J-WAVE）
- ヘッドラインニュースキャスター（J-WAVE)
- 「新製品ヒット予報」（日経ブロードバンドニュース）＜ナレーション＞
- お好み歌謡館（ワールド・ハイビジョン・チャンネル）

## ナレーション作品
- Gorillazの歴史講座 - TOSHIBA-EMI INTL/SPECIAL - Gorillaz 特集